# Len Dawson
Leonard Ray „Len“ Dawson (* 20. Juni 1935 in Alliance, Ohio; † 24. August 2022 in Kansas City, Kansas) war ein US-amerikanischer American-Football-Spieler auf der Position des Quarterbacks. Er spielte 19 Jahre in der National Football League (NFL) und der American Football League (AFL) vor deren Fusion mit der NFL, gewann mit den Kansas City Chiefs den Super Bowl (Super Bowl IV) und wurde zum Super Bowl MVP gewählt.

## Jugend/College
Dawson spielte bereits an der High School Football. An seiner Schule lernte er bereits in seiner Jugend seine spätere Frau kennen. Aufgrund seiner Leistungen als Footballspieler an der High School wurden ihm zwei Stipendien angeboten, er nahm das Angebot von der Purdue University in West Lafayette, Indiana an und trat für die Purdue Boilermakers als Quarterback, Kicker und als Abwehrspieler an. Bereits vor seinem Studium hatte er den Assistenztrainer der Mannschaft Hank Stram kennengelernt und blieb bis zu dessen Tod im Jahr 2005 mit ihm befreundet. Dawson spielte für die Mannschaft aus Indiana drei Jahre und warf Pässe für einen Raumgewinn von über 3000 Yards.

## Profikarriere
Dawson wurde im NFL Draft 1957 in der 1. Runde als 5. Spieler von den Pittsburgh Steelers ausgewählt. Die frühe Verpflichtung war zunächst ein Indiz für das Können des Spielers und dessen gute Zukunftsaussichten, allerdings wurde sein Talent von den Steelers nicht erkannt. Er erhielt kaum Einsatzzeit und wurde 1960 an die Cleveland Browns abgegeben. Nach Schwierigkeiten mit deren Stammquarterback wurde er 1961 von den Browns nach für ihn enttäuschend verlaufenen zwei Jahren entlassen.
Hank Stram, der mittlerweile Head Coach der Dallas Texans geworden war, ergriff die Gelegenheit und band Dawson an die Texans, die nach der Saison 1962 nach Kansas City umzogen und in Chiefs umbenannt wurden. Dawson entwickelte sich zu einem der besten Quarterbacks der damaligen Zeit. 1962 warf er für die Texans, die in der damals noch nicht mit der NFL vereinigten American Football League (AFL) spielten, 29 Touchdowns – dies war Ligarekord. Der Einzug in das AFL Championship Game war die Folge. Das Spiel gewannen sie gegen die Houston Oilers mit 17:14. 
Von 1962 bis 1969 warf Dawson mehr Touchdowns als irgendein anderer Quarterback der Liga. 1966 erfolgte der 31:7-Sieg der Chief über die Buffalo Bills im AFL Championship Game, was den Einzug in das später in Super Bowl I umbenannte AFL-NFL World Championship Game bedeutete. Dieser Super Bowl ging allerdings gegen die Green Bay Packers unter Trainer Vince Lombardi mit Quarterback Bart Starr deutlich mit 35:10 verloren, wobei ihm zu Beginn der zweiten Halbzeit ein Spiel entscheidender Fehler unterlief. Er warf eine Interception. Der abgefangene Pass wurde danach vom Safety der Packers, Willie Wood, bis kurz vor die Endzone der Chiefs getragen. Die Packers erzielten mit dem nächsten Spielzug ihrer Offense den vorentscheidenden Touchdown. Dawson konnte in der Saison (er warf 26 Touchdowns in der Regular Season – das war Ligarekord) und trotz seines Fehlers auch im Super Bowl überzeugen. In der Saison 1969 erfolgte dann erneut der Einzug in den Super Bowl. Favoriten für den Sieg waren vor dem Spiel allerdings die Gegner der Chiefs – die Minnesota Vikings. Im Super Bowl IV brachte Dawson 12 seiner 17 Pässe an den Mann, das Spiel ging mit 32:7 an die Chiefs. 1975 beendete Dawson seine Laufbahn.
Dawson spielte 19 Jahre in der AFL/NFL. Ihm gelangen mit präzisen Pässen in 209 Spielen 239 Touchdowns bei 183 Interceptions. Berühmt war er für sein gelassenes Auftreten auf dem Spielfeld. Egal was passierte, Dawson war nicht aus der Ruhe zu bringen. Durch eigene Läufe konnte Dawson neun Touchdowns erzielen.

## Ehrungen
Dawson spielte in zwei Pro Bowls und wurde sechsmal zum All Star in der AFL gewählt. 1962 wurde er zum MVP der Saison, 1968 zum MVP des AFL All Star Games und 1969 zum Super Bowl MVP des Super Bowls IV gewählt. Seine Rückennummer 16 wird durch die Chiefs, in deren Ruhmeshalle er Mitglied ist, nicht mehr vergeben. 1970 wurde er in das American Football League All-Time Team aufgenommen, 1973 erhielt er den NFL Man of the Year Award, 1987 erfolgte dann die Aufnahme in die Pro Football Hall of Fame.

## Nach der Karriere
Dawson war auch noch zuletzt bei den Chiefs beschäftigt und moderierte deren Spiele im vereinseigenen Radiosender.